# فراشات في المعدة
فراشات في المعدة (بالإنجليزية: Butterflies in the stomach)‏ هو وصف طبي إنجليزي لشعور بحركة في المعدة بسبب النقص في جريان الدم في هذا العضو. هذه الحالة نتيجة لإطلاق الأدرينالين استجابة لتأثير الكر والفر والتي تحدث بسبب زيادة معدل دقات القلب وضغط الدم مما يؤدي إلى زيادة وصول الدم إلى العضلات.
كما أنها من أعراض اضطراب القلق الاجتماعي.